# Burg Innerjuvalt
Die Burg Innerjuvalt (häufig auch als Oberjuvalt bezeichnet) ist die jüngere der beiden Burgen auf dem Gebiet der Gemeinde Rothenbrunnen im schweizerischen Kanton Graubünden. Der Name leitet sich ab von „Jugum altum“ (= hohes Joch).

## Lage
Die Höhenburg liegt auf 780 m ü. M. östlich oberhalb des Dorfes auf einem Felsen am Eingang ins Domleschg und ist über einen steilen schmalen Weg durch den Wald in circa 30 Minuten erreichbar.

## Anlage
Die Anlage Innerjuvalt gliedert sich wie die Nachbarburg Hochjuvalt in eine Unter- und eine Oberburg. In der Unterburg, von der noch ein circa 20 Meter langer und vier Meter hoher Mauerrest erhalten ist, standen mehrere Wohn- und Wirtschaftsgebäude.
Auf der Oberburg wurde zuerst durch die Herren von Juvalt um 1250 ein zweigeschossiger Palas und ein südliches Nebengebäude auf künstlich ausgeebnetem Felsboden errichtet, anschliessend wurden der dreigeschossige Bergfried mit Hocheingang und der südliche Palas gebaut. Ein Aussenbering umschloss unterhalb der Burg eine Zisterne und einen Backofen. Im Schutt der Zisterne kamen zwei Helme aus dem 15. Jahrhundert zum Vorschein.
In einer dritten Bauetappe im späten 15. Jahrhundert wurde der Turm um ein Geschoss erhöht und im Osten und Norden mit einer Wehrlaube versehen.

## Geschichte

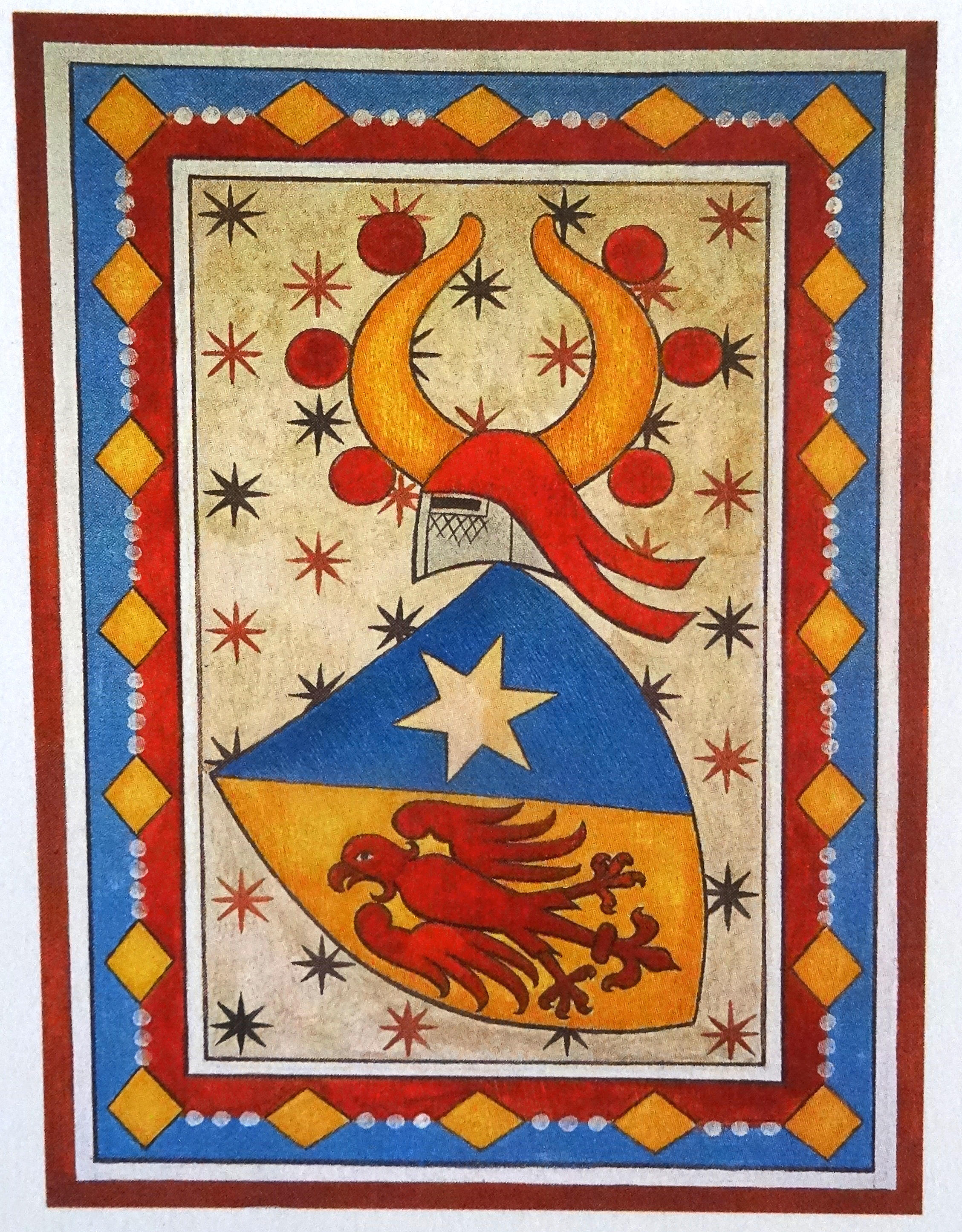
Wappen der Herren von Juvalt

Innerjuvalt wurde wohl um 1250 durch die Herren von Juvalt errichtet. 1342 schlichtete ein Gericht einen Streit zwischen den Brüdern Albrecht und Bertram von Juvalt auf Hochjuvalt. Gegen eine Rente bis zu seinem Tod überliess Bertram die Burg mit Leuten und Gütern seinem Bruder. Die Burg Hochjuvalt mit ihrem zugehörigen Teil der Herrschaft wurde von Eglolf I. von Juvalt den Rietberg verkauft. Johann von Rietberg schenkte kurz vor seinem Tod seine Burg Rietberg und die Hochjuvalt seinen Onkeln von Landenberg. Diese verkauften kurz darauf die Burg Hochjuvalt mit allen ihren Rechten dem Bischof von Chur für 2500 oder 3500 Gulden. In der zweiten Hälfte des 14. Jahrhunderts erscheint die Burg mehrere Male in den Dokumenten. Nach dem Domleschger Bundesbrief von 1423 hatten mehrere Adelige ihre Burgen dem Bund zur Verfügung zu stellen, so auch  Rudolf II. mit der vesty der inder Jufalt.
Ab der Mitte des 15. Jahrhunderts schienen die von Juvalt in einem Hof am Fusse des Berges gewohnt zu haben. 1462 wurde die Burg von Elisabeth von Juvalt, geborene von Heidelberg, Witwe des Rudolf II der Letzte auf der Inderjuvalt, für 500 rheinische Goldgulden an  ihren Tochtermann Junker Pedrutt von Wannis verkauft (...daz Bergschloss. .. item huss und hofraite unter demselben schloss Juvalt gelegen, und dazu den infang daby gelegen und dadurch die lantstras gat). Um 1500 wurde Hochjuvalt wohl verlassen und um 1550 wurde sie als Ruine erwähnt. In den letzten Jahrzehnten wurde die Burg freigelegt und durch den Burgenverein Graubünden restauriert.
Eigentümer von Innerjuvalt ist der Burgenverein Domleschg. Der bewohnbare Turm mit seinen Wappenmalereien kann im Sommerhalbjahr für private Anlässe gemietet werden. Am 1. August ist er für die Öffentlichkeit geöffnet.

## Galerie

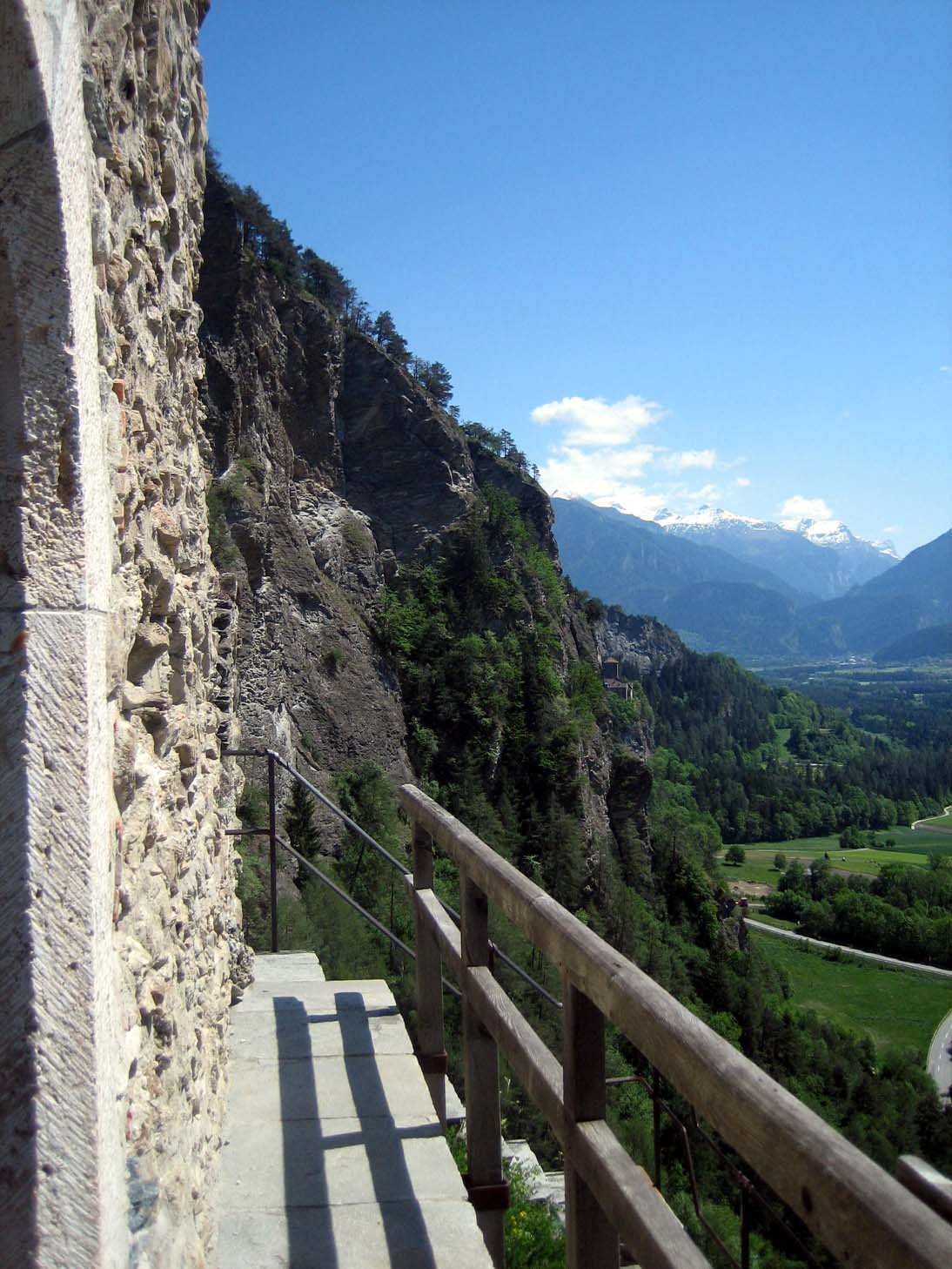
Galerie vor dem Turm
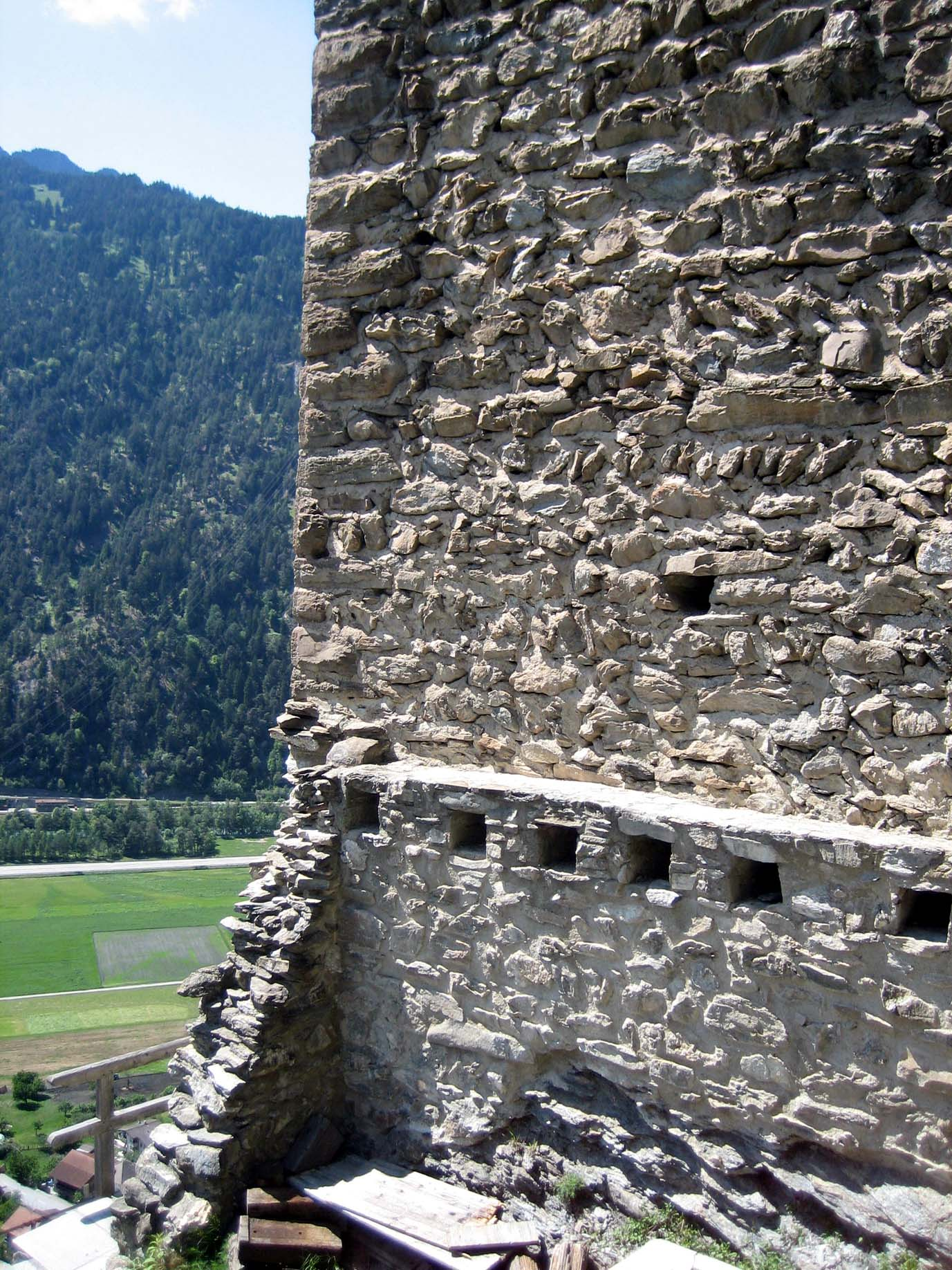
Am Fusse des Turmes
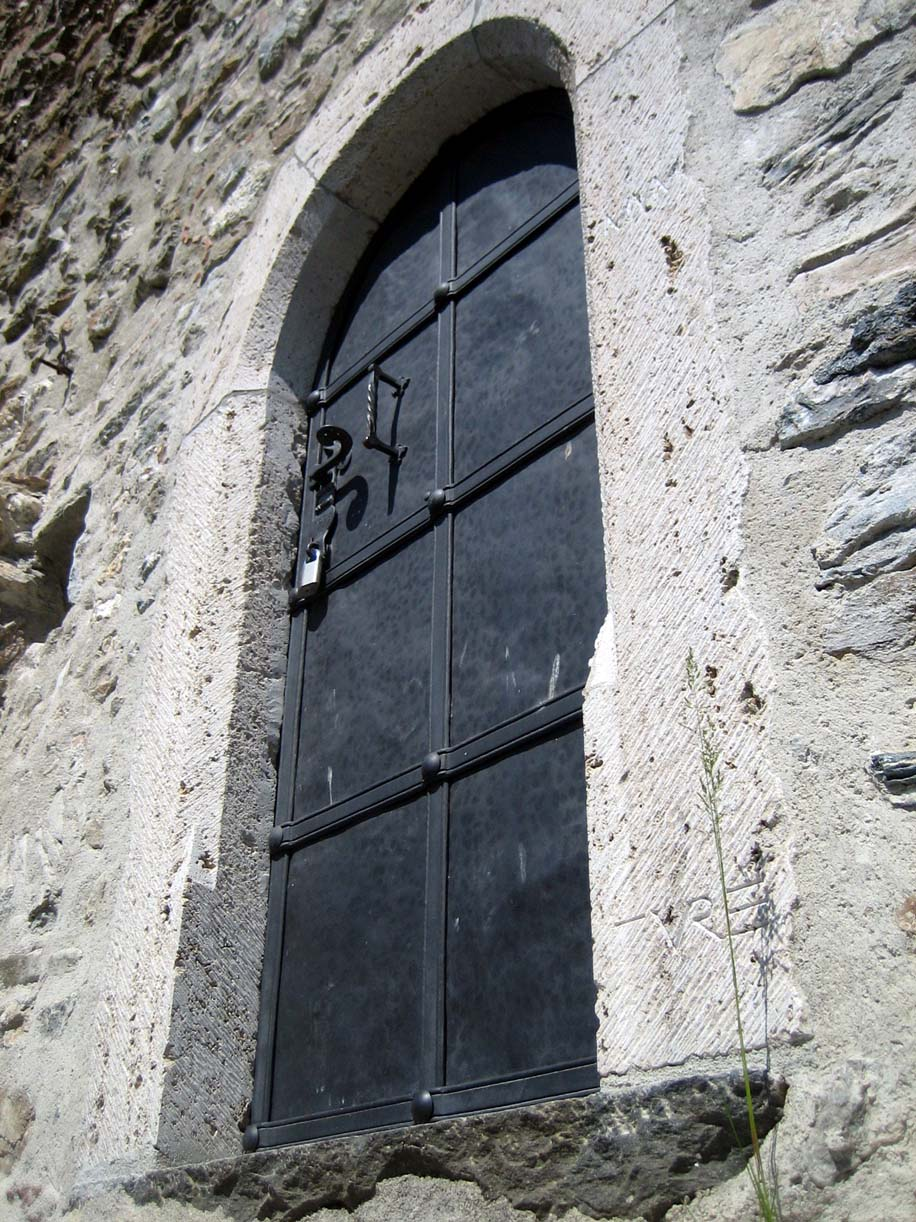
Tür in Tuffsteinfassung
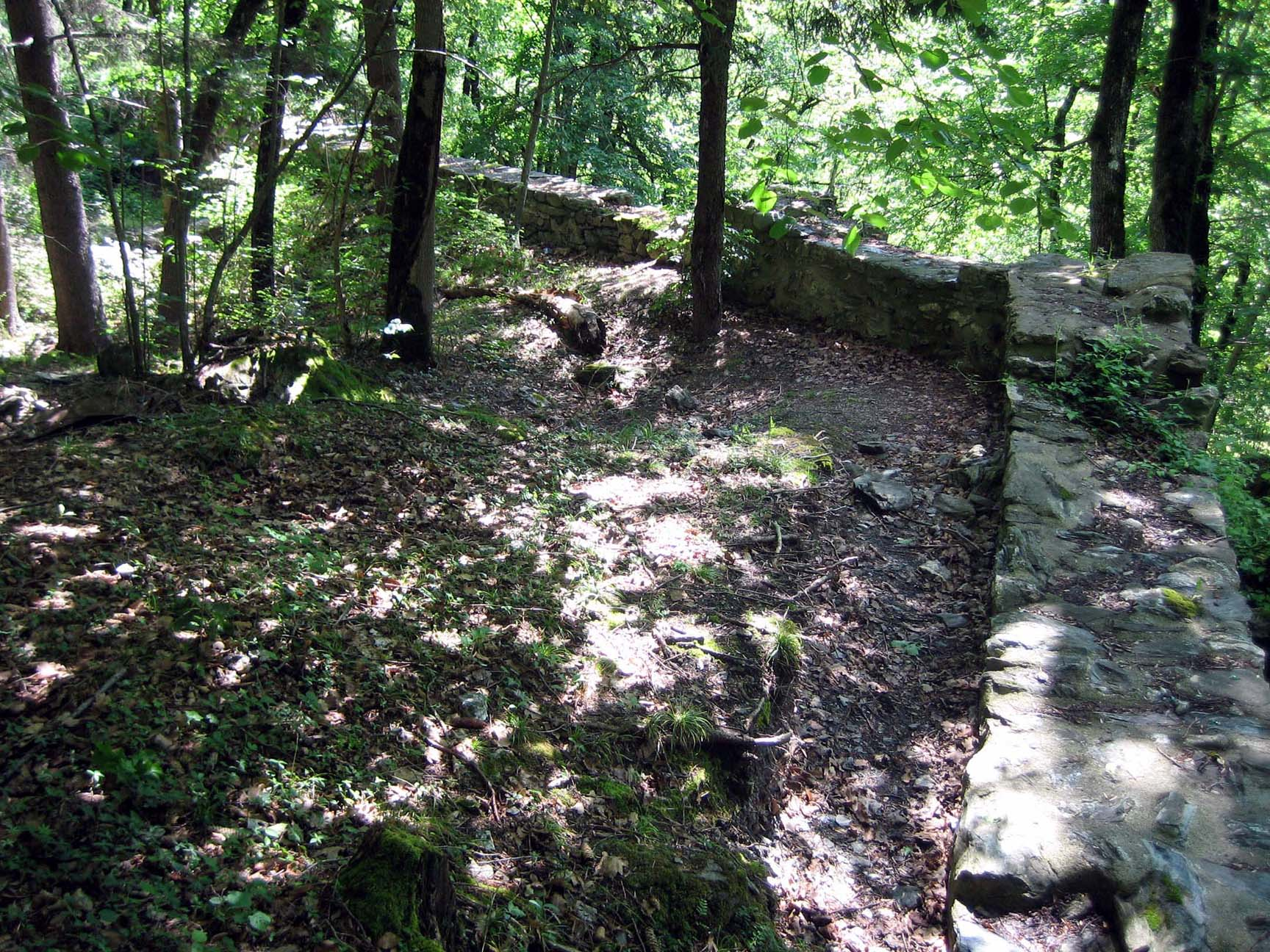
Mauerrest der Vorburg
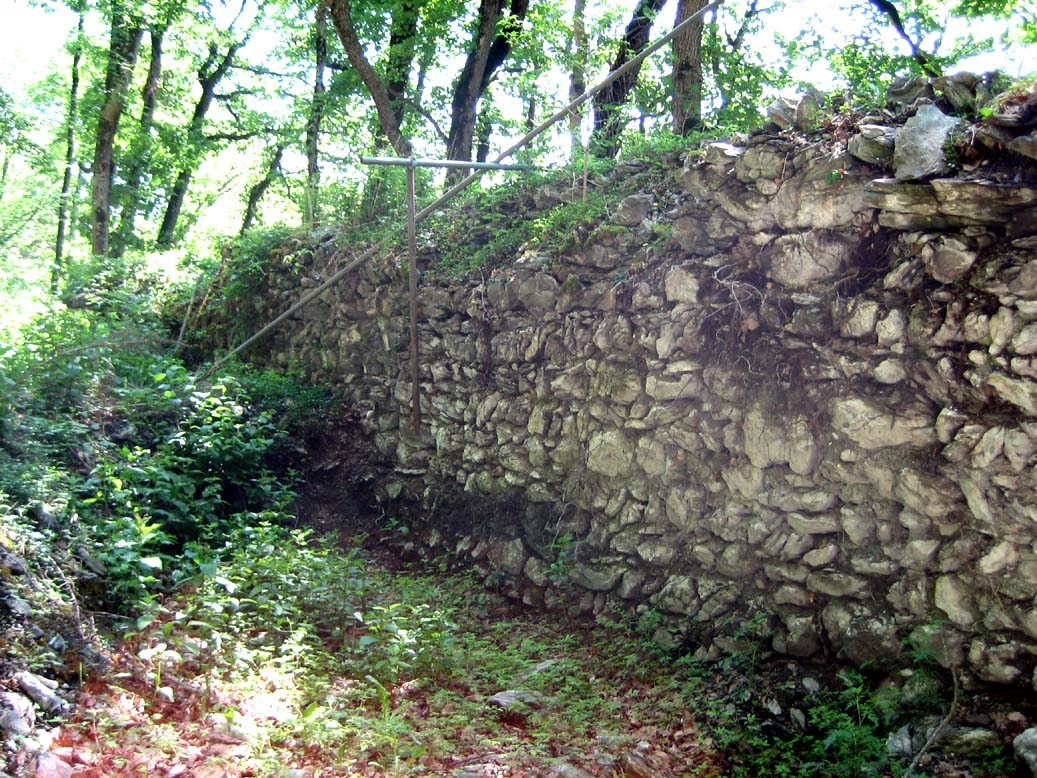
Mauerrest der Vorburg